# Jonathan Hornblower
Jonathan Hornblower (Chacewater, Cornualha, 5 de julho de 1753 – São Gluvias, Penryn, Cornualha, 23 de fevereiro de 1815) foi um inventor britânico, pioneiro na tecnologia de máquinas a vapor, responsável pela invenção do primeiro motor de expansão múltipla a vapor, em 1781.

## Primeiros anos
Jonathan Hornblower nasceu em Chacewater, uma pequena aldeia na Cornualha, a 5 de julho de 1753. No mesmo mês, a 20 de julho, é baptizado na paróquia da mesma localidade. Nascido no seio de uma família fortemente baptista, seus pais eram Jonathan Hornblower, envolvido no ramo da indústria mineira da região, e também ele um pioneiro do desenvolvimento de máquinas a vapor e de Ann Carter; Jonathan era o quarto de treze filhos do casal, sendo seu irmão e tio, Jabez Carter Hornblower e Josiah Hornblower, respetivamente, também eles pioneiros na aplicação e conceptualização de máquinas a vapor. Jonathan, durante a sua adolescência, vai para o Colégio da Catedral de Truro, de modo a receber uma educação adequada. Após o seu regresso, durante a sua juventude, foi aprendiz de comerciante de metal, em Penryn, região fortemente ligada à indústria metalomecânica e mineira, e trabalhou na empresa de James Watt, Boulton & Watt.

## Máquina a vapor de Hornblower

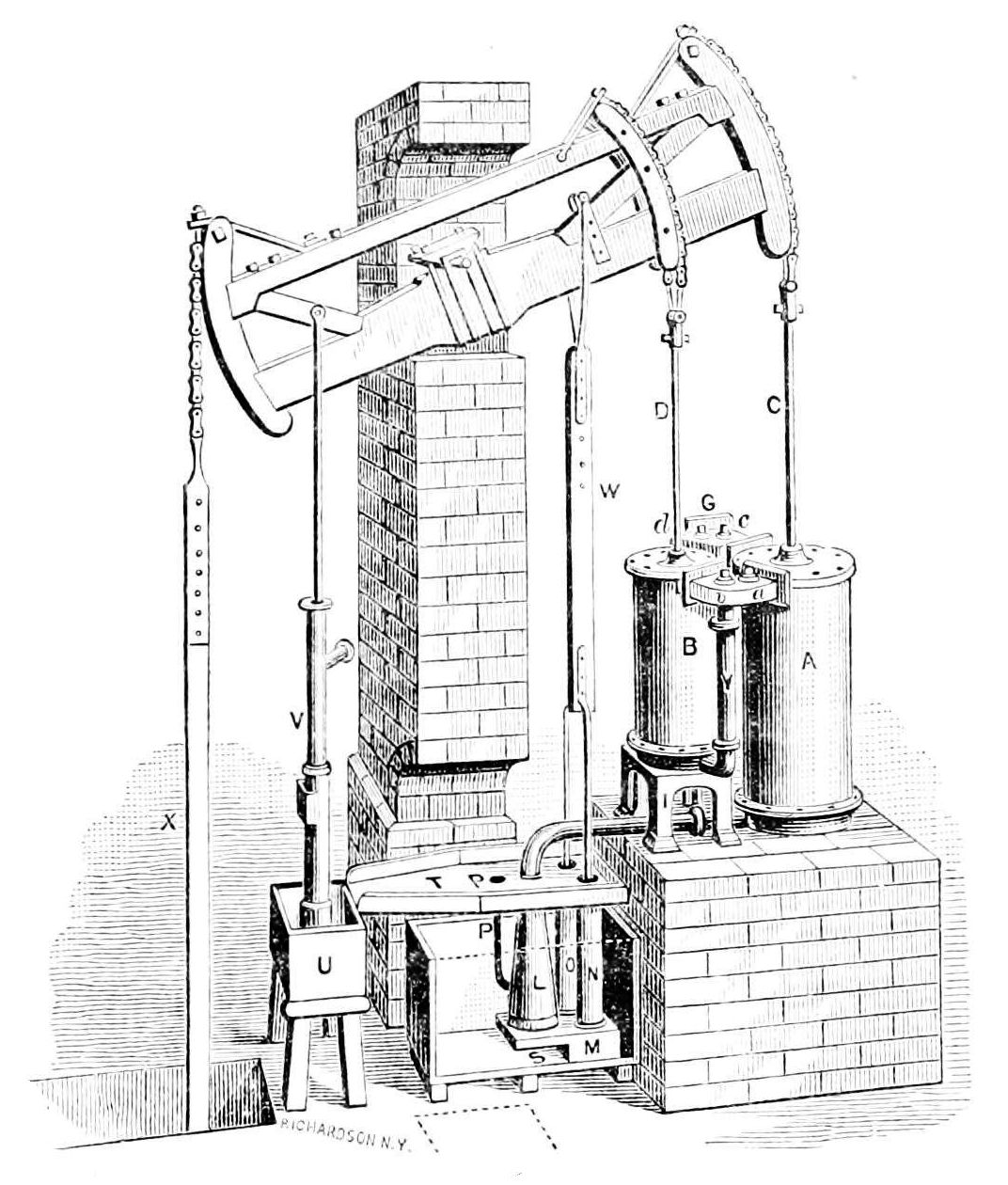
Gravura do sistema de bomba hidráulica, com recurso a um motor de vapor Hornblower.

Em 1780, com o conhecimento das experiências anteriores em motores a vapor Newcomen, de seu pai e seu tio, Jonathan começa as suas primeiras experiências com motor a vapor. De modo a aumentar o rendimento mecânico das já existentes e muito ineficientes máquinas a vapor, Jonathan propõe a expansão dos conhecimentos já sabidos dos princípios de expansão do vapor, e desenvolve um motor a vapor de dois estágios, onde o vapor sobreaquecido passaria, primeiramente, por um cilindro de alta pressão, e depois por um segundo, de baixa pressão (de princípio de funcionamento semelhante aos motores a vapor de Watt  conectados entre si por uma linha comum, por onde passaria o vapor entre cilindros. Estes motores, passaram a denominar-se, devido ao seu princípio de funcionamento, motores de expansão múltipla (em inglês: steam compound engine). Este desenvolvimento, um passo importantíssimo no ramo das máquinas a vapor, é patenteado a 13 de julho de 1781.
Embora a sua ideia e patente tenham contribuído significativamente para o avanço dos sistemas de motores a vapor, e representando um aumento significativo de rendimento nas máquinas a vapor, devido a não conseguir dispensar de sua invenção o condensador separado, e uma bomba pneumática, para criar o caudal necessário à circulação na máquina, quando pediu a extensão de sua patente ao Parlamento Britânico, em 1792, foi criado um litígio com a empresa Boulton & Watt, empresa que detinha a propriedade intelectual de James Watt. Visto a sua patente, ser, também, composta por um cilindro de baixa pressão, igual ao funcionamento do motor a vapor de Watt, a empresa processou Jonathan, por roubo de propriedade intelectual. A empresa de Watt ganhou, e, por isso, seu princípio de motor de expansão múltipla não pôde ser desenvolvido, e Jonathan Hornblower teve de desistir dos seus projetos. O desenvolvimento deste sistema ficou interrompido até à expiração da patente de Boulton & Watt. Logo de seguida, em 1804, Arthur Woolf, usando como base o motor a vapor de Hornblower, desenvolve o seu próprio sistema de motor a vapor, o motor a vapor de Woolf.
No entanto, isto não impediu as pequenas e médias indústrias locais a comprar a Jonathan várias máquinas, devido ao seu aumento de rendimento considerável. Primeiramente, os seus motores foram utilizados na indústria mineira, e na indústria têxtil e agrícola da Cornualha.

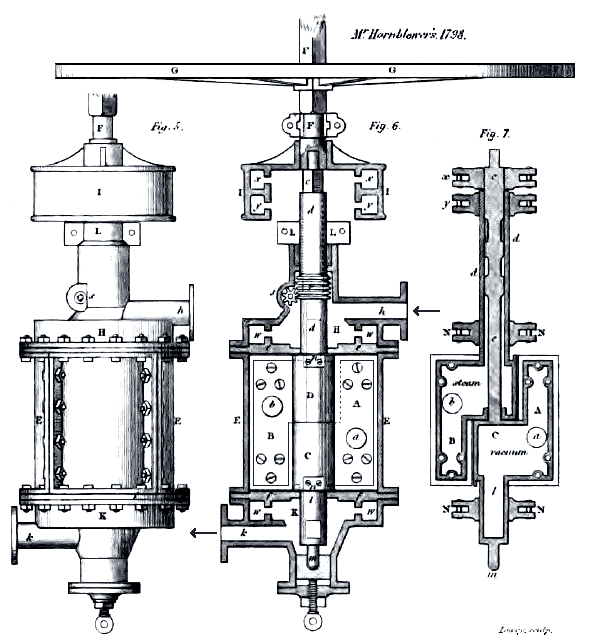
Motor rotativo de Jonathan Hornblower

## Motor Rotativo

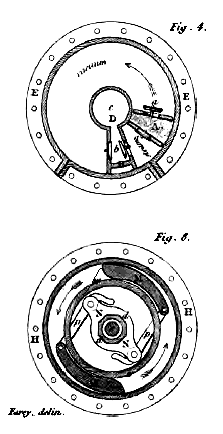
Vista de cima do motor rotativo de Hornblower (patente 1798)

Após o litígio de patentes com a Boulton & Watt, Hornblower teve uma ideia para um novo tipo de motor rotativo. Ele trabalhou nesse motor por vários anos e patenteou-o a 5 de junho de 1798. A construção do motor era a mais complexa até à data, no entanto, como antes, ele teve problemas com as patentes de Watt sobre esse mesmo motor rotativo.

## Casamento e descendência
Jonathan casou-se duas vezes durante a sua vida. Primeiramente, casou-se com uma prima, Rosamund Phillips, a 29 de maio de 1775, em Shiffnal, Shropshire, Inglaterra. De seguida, em 1786, casa-se com Elisabeth Jordan, em Penryn, de onde passa a residir, resultando deste casamento, três filhas, das quais duas viveram até à idade adulta:
- Rosamund Hornblower (1787 – 1839);
- ? Hornblower (1788 – 1788);
- Elizabeth Hornblower (1790 – 1858);

## Últimos anos de vida
Residente na aldeia de São Gluvias, na paróquia civil de Penryn, na Cornualha, Hornblower acumulou uma fortuna considerável de suas patentes e trabalho no ramo industrial e mecânico.
A 23 de fevereiro de 1815, com 61 anos de idade, Jonathan Hornblower falece, deixando para trás um legado de grandes e importantes contributos para a engenharia mecânica e a ciência no geral, tendo impulsionado o desenvolvimento dos motores de expansão múltipla a vapor. Foi enterrado no cemitério da Igreja de São Gluvias, na paróquia civil de Penryn, Cornualha, deixando para seus descendentes, um património de valor líquido de aproximadamente 10 mil libras, aproximadamente 1 milhão e meio de euros, em valores atuais.